# Lee Bodimeade
Lee Bodimeade, född den 12 februari 1970 i Warwick, Western Australia, är en australisk landhockeyspelare.
Han tog OS-silver i herrarnas landhockeyturnering i samband med de olympiska landhockeytävlingarna 1992 i Barcelona.